# Соучастники (фильм, 1983)
«Соуча́стники» — художественный фильм Инны Туманян, снятый на киностудии имени М. Горького в 1983 году.

## Сюжет
С ранних лет кочующий по тюрьмам и колониям Анатолий за несколько месяцев до своего освобождения признается следователю, что десять лет назад он в компании с другими подростками совершил убийство. Последовательно и терпеливо следователь выявляет факты старого преступления и ищет возможность помочь своему подопечному. После освобождения из колонии Анатолий находит следователя Хлебникова, ранее проявившего к нему участие, и тот пытается помочь бывшему «зеку» адаптироваться в новое для него общество.

## В ролях
- Филатов, Леонид Алексеевич — следователь Хлебников.
- Колтаков, Сергей Михайлович — Анатолий.
- Вилькина, Наталья Михайловна
- Качан, Владимир Андреевич
- Галина Морачева
- Стеклов, Владимир Александрович
- Феклистов, Александр Васильевич
- Владимир Ануфриев
- Друзь, Яна Андреевна

## Съёмочная группа
- Автор сценария — Александр Шпеер, Инна Туманян
- Режиссёр — Инна Туманян
- Оператор — Валерий Гинзбург
- Художник — Виктор Сафронов
- Композитор — Евгений Геворгян
- Монтаж — Лидия Жучкова